# 江戸東京人セミナー
江戸東京人セミナー（えどとうきょうじんセミナー）とは、ポッドキャストで配信されている情報系の番組である。

## 概要
「ちょい文化（カル）オヤジの裏話」をテーマとし、「手軽に江戸東京”通”になれる講座」がコンセプト。
毎回、江戸文化（カルチャー）通として老舗の主人をゲストに迎えている。老舗の主人ならではの濃密な話と、番組毎に作る 『新和楽』や『祭り情報』が主な内容。進行役は声優の関山美沙紀。司会進行役であると同時に受講生も務める。

## 過去の番組リスト
- タイトルの先頭についているキャッチコピーについて
  - 地遊（ちゆう）：住んでいる地元の地域を遊ぶ
  - 知商（ちしょう）：老舗の培った知識を知る
  - 知衣（ちい）：祭衣装について知る
  - 地食（ちしょく）：江戸の食文化を知る
  - 音（おん）：新和楽
  - 祭（さい）：祭情報

「地産地消」との関連性は不明。

### 本編
- 第1回 『地遊（ちゆう）』浅草/江戸趣味小玩具と江戸祭情報

講師：助六の五代目ご主人 木村吉隆
- 第2回 『地食（ちしょく）』日本橋/フルーツと健康と花火情報

講師：千疋屋総本店六代目ご主人 大島博
- 第3回 『地食（ちしょく）』両国/江戸の食文化とミュージアム・博物館情報

講師：ぼうず志ゃも 八代目女将 三浦悦子
- 第4回 『新春スペシャル企画』稲荷町・田原町/落語と調理器具と東京下町社福参り

講師：下谷神社宮司・阿部明徳、ニイミ洋食器店 副社長・新實 孝
- 第5回 祭り特集号『地遊（ちゆう）』〜浅草〜/神輿・太鼓・地下足袋と初夏の祭り

講師：宮本卯之助商店の七代目ご主人・宮本卯之助、日進ゴムの社長・渡邉育正
- 第6回 『知商（ちしょう）』浅草橋/日本人形と佃煮と船宿情報

講師：「株式会社 吉德」ご主人　十一世・山田徳兵衛
- 第7回 『地食（ちしょく）』根岸/豆腐料理と猫道（?）散策と文化的施設

講師：「笹乃雪」のご主人 10代目当主 奥村多市郎、「花ふじ」の小幡昌広
- 第8回 『地食（ちしょく）』外神田/甘酒と初詣と巫女さん入門講座と江戸文化巡り

講師：「天野屋」のご主人 6代目店主 天野博光
- 第9回 『地食（ちしょく）』駒形（浅草）/どぜうと提灯と活気溢れるお祭り情報

講師：駒形どぜう 六代目当主 越後屋助七、大嶋屋恩田 五代目当主 恩田舜史
- 第10回 『地食（ちしょく）』明神下（外神田）/江戸東京エリアの中心神田明神と夏の情緒

講師：明神下 神田川本店 十一代目 神田茂、神田明神 権禰宜 鳥居繁
- 第11回 『地遊（ちゆう）』『地食（ちしょく）』山本海苔店（日本橋室町）/江戸文化

講師：山本海苔店 副社長 山本泰人
- 第12回 『知商（ちしょう）』『地食（ちしょく）』かんだ やぶそば（神田淡路町）/日本の伝統的な食文化

講師：かんだ やぶそば 4代目 堀田康彦
- 第13回 『知商（ちしょう）』『地食（ちしょく）』浅草田甫 草津亭（浅草）/祭り特集号

講師：浅草田甫 草津亭 藤谷政弘
- 第14回 『知商（ちしょう）』『地食（ちしょく）』弁天山 美家古寿司（浅草）/江戸の食文化

講師：弁天山 美家古寿司 内田正
- 第15回 『知商（ちしょう）』『地食（ちしょく）』神谷バー（浅草）/江戸東京の観光文化

講師：神谷バー 神谷直彌

### 「江戸東京人セミナー side B」について
江戸東京人セミナー本編のおまけ的要素。本編では放送されなかったエピソード、体験レポートなどがある。主に浅草中屋の社長、中川雅雄がリポーターを務める。
- 第壱談 （ゲスト：なぎら健壱）

第1回 『B級グルメ』
第2回 『江戸東京エリアの楽しみ方』
第3回 『年末年始の楽しみ方』
- side B　特別号

第1弾 『浅草オヤジがリポートする大晦日、そして元旦』
第2弾 『浅草オヤジがリポートする浅草神社例大祭・三社祭』
第3弾 『浅草オヤジの大晦日レポートと浅草寺本堂落慶50周年記念開帳』
第4弾 『浅草オヤジがリポートする　2009年新春』
- side B　臨時増刊号

第1弾 『「江戸東京人セミナーの」一年間を振り返る』
第2弾 『浅草の主な観光祭事について語り合う』（ゲスト：浅草観光連盟副会長 橋本秋信）
第3弾 『「江戸東京人セミナー（第2クール）」を振り返る』
- Side B 関山美沙紀の体験リポートシリーズ

第1弾：本編で進行役、受講生を務める関山美沙紀がリポーターとして出演。
第2弾：本編で進行役、受講生を務める関山美沙紀が「巫女さん入門講座〜初級編〜」を体験リポート。
第3弾：本編で進行役、受講生を務める関山美沙紀が「浅草奥山風景」をリポート。
- Side B 内田彩の体験リポートシリーズ

第1弾：本編で進行役、受講生を務める内田彩が「三社祭」を体験リポート。
- Side B 臨時増刊号

第4弾：『「江戸東京人セミナーの」一年間を振り返る』
- Side B 内田彩の体験リポートシリーズ

第2弾：本編で進行役、受講生を務める内田彩が「浅草寺」を体験リポート。